# Кривенский сельский совет (Козовский район)
Кривенский сельский совет (укр. Кривенська сільська рада) — входит в состав
Козовского района
Тернопольской области
Украины.
Административный центр сельского совета находится в 
с. Кривое.

## Населённые пункты совета
- с. Кривое
- с. Йосиповка